# Diaprograpta
Diaprograpta là một chi nhện trong họ Miturgidae.